# Gobberkal, Sindhnur
Gobberkal là một làng thuộc tehsil Sindhnur, huyện Raichur, bang Karnataka, Ấn Độ.